# Carballo
Carballo település Spanyolországban, A Coruña tartományban. Carballo Malpica de Bergantiños, Ponteceso, Coristanco, Tordoia, Cerceda és A Laracha községekkel határos. Lakosainak száma 31 595 fő (2024).

## Népesség
A település népessége az utóbbi években az alábbiak szerint változott:
| Lakosok száma | 28 497 | 29 521 | 29 985 | 30 990 | 31 303 | 31 288 | 31 256 | 31 349 | 31 414 | 31 595 |
|               | 2001   | 2004   | 2006   | 2009   | 2011   | 2014   | 2016   | 2019   | 2021   | 2024   |